# Santa Luzia (Bahía)
Santa Luzia es un municipio brasileño del estado de Bahía. Se localiza a una latitud 15º25'46" sur y a una longitud 39º20'03" oeste, estando a una altitud de 195 metros. Su población estimada en 2004 era de 15.084 habitantes.
Posee un área de 788,157 km².